# Maximilian Schreier
Maximilian Schreier (* 23. Mai 1877 in Brünn, Österreich-Ungarn; † 15. Juni 1942 in Wien) war ein österreichischer Journalist und Abgeordneter zum Wiener Gemeinderat.

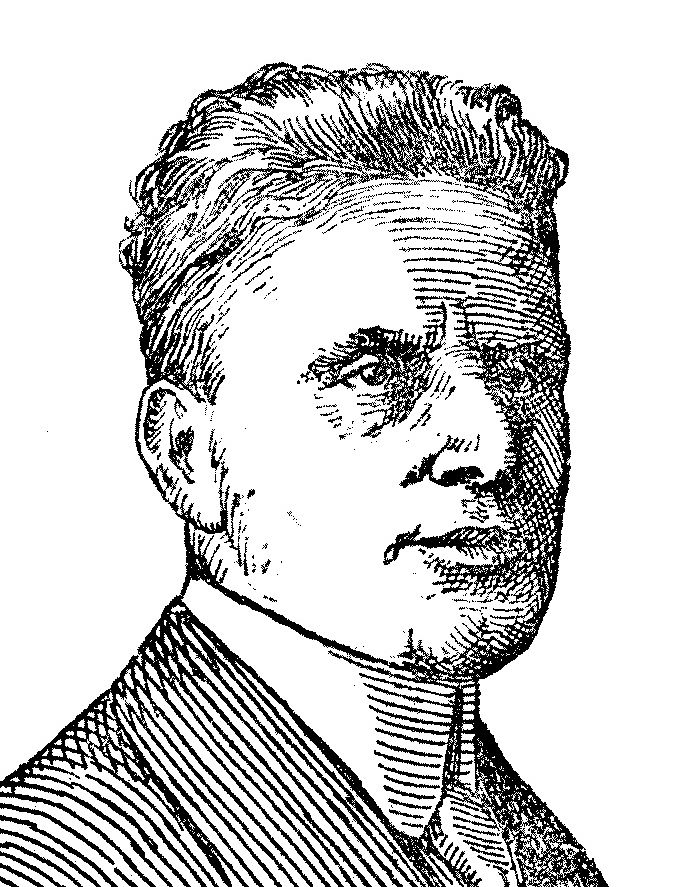
Maximilian Schreier (1919)

## Leben

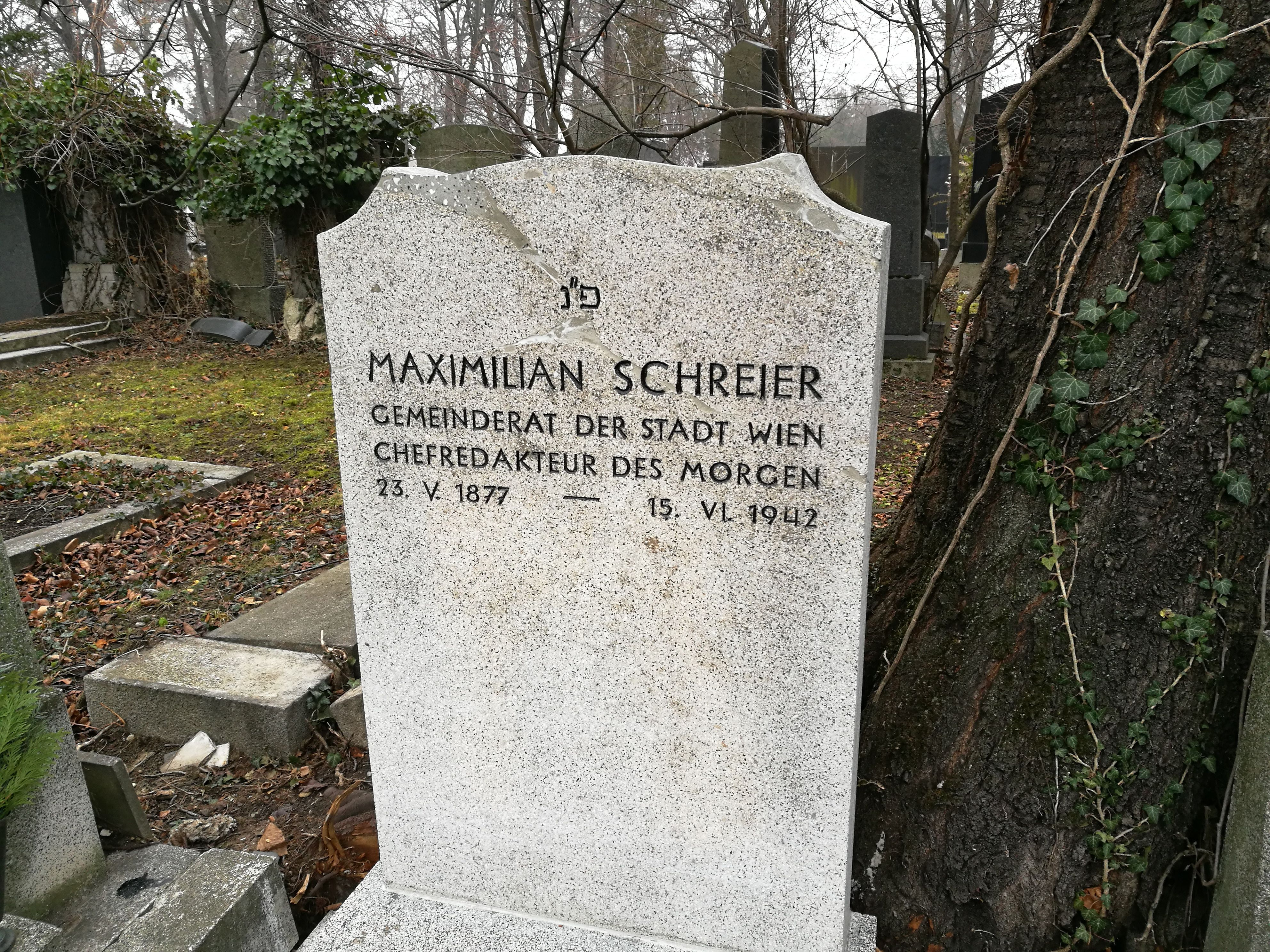
Das Grab von Maximilian Schreier nach der Instandsetzung im Dezember 2017

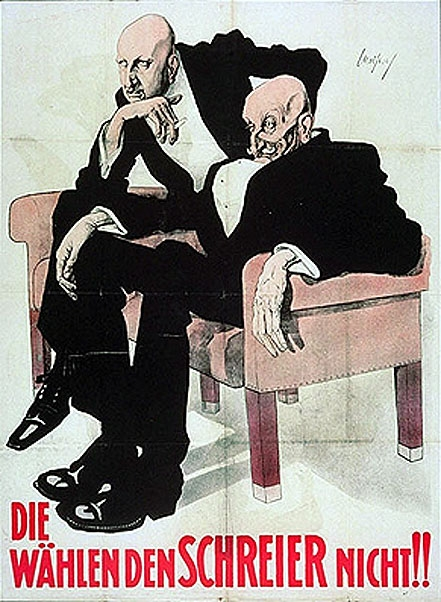
Wahlplakat 1919

Schreier wurde als Sohn des kaufmännischen Angestellten Josef Schreier geboren. Er absolvierte vier Jahre Gymnasium, aus finanziellen Gründen konnte er jedoch nicht studieren. Bereits als Jugendlicher schloss er sich in Wien dem Arbeiterbildungsverein Gumpendorf an und begann sich für das politische Geschehen zu interessieren.
Seine journalistische Laufbahn begann er mit gelegentlichen Beiträgen für das satirische Wochenblatt Kikeriki! 1897 gab er die Freie Volksbühne heraus und war 1898–1901 Mitarbeiter der politisch-kulturellen Zeitschrift Die Wage. 1901 wurde er Lokalredakteur und bald Mitarbeiter des Parlamentsressorts der Österreichischen Volkszeitung. Im selben Jahr begann Schreier auch seine Mitarbeit im Journalisten- und Schriftstellerverein „Concordia“, in dem er später Mitglied des Ehrengerichts und Schriftführer wurde. Hier setzte er sich besonders für eine soziale Besserstellung der Journalisten, eine gewerkschaftliche Organisation des Berufsstands und die Öffnung der „Concordia“ für Frauen ein, die aber erst 1919 umgesetzt wurde.
Im Dezember 1909 gründete er mit Carl Colbert die Wiener Zeitungsgesellschaft m.b.H., deren Unternehmensgegenstand vor allem die Herausgabe der Zeitung Der Morgen. Wiener Montagblatt war. Ab 1917 war er alleiniger Geschäftsführer. 1910 wurde Schreier zum gerichtlichen Sachverständigen im Zeitungsfache ernannt. 1911 wurde er Mitglied der Wiener Freimaurerloge Zukunft.
Ende 1917 unternahm Schreier den Versuch, die zum Verkauf stehende renommierte Tageszeitung Die Zeit zu sanieren; 1919 wurde ihr Titel in „Der Morgen“ geändert.
1918 ehelichte er die Schauspielerin Ida von Belitzky (Künstlername Ida Norden).
Vom 3. Dezember 1918 bis zum 22. Mai 1919 war er Mitglied des Provisorischen Gemeinderates der Stadt Wien und kandidierte auch für die Demokratische Partei bei der Wahl zur Konstituierenden Nationalversammlung 1919.
Im November 1922 gründete er gemeinsam mit Siegmund Bosel die Zeitung Der Tag, ab Juli 1930 Der Wiener Tag, an der einige der besten Journalisten wie z. B. Robert Musil, Walther Rode und Gustav Stolper mitarbeiteten. Allerdings geriet das Blatt 1925, bedingt durch den finanziellen Abstieg Bosels, in Schwierigkeiten; die Weiterführung konnte jedoch nur durch Beteiligung des dem Prager Außenministerium nahestehenden Pressekonzerns Orbis gesichert werden, was dazu führte, dass die Zeitung in der Folge die Außenpolitik von Edvard Beneš und Tomáš Garrigue Masaryk unterstützte.

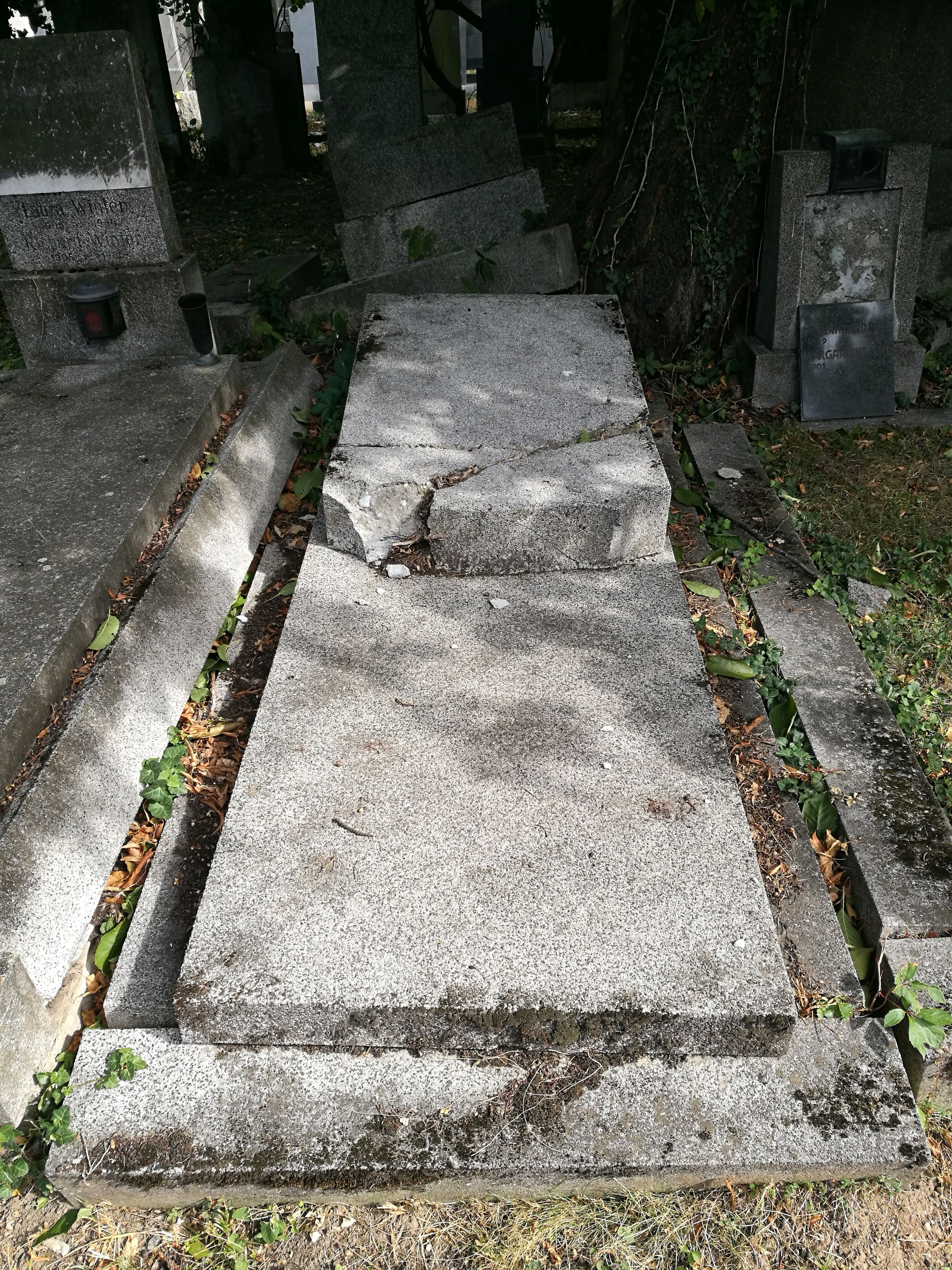
Das Grab von Max Schreier am Wiener Zentralfriedhof vor der Instandsetzung

Schreier wurde nach dem „Anschluss Österreichs“ wegen seiner nazifeindlichen Einstellung und seiner jüdischen Herkunft gleich am 13. März 1938 in Wien verhaftet und Anfang des Jahres 1939 ins KZ Weimar-Buchenwald deportiert. Er, seine Mitarbeiter und andere an der Zeitung Der Morgen Beteiligte wurden in der Ausstellung „Der ewige Jude“ in der Wiener Nordwestbahnhalle verhöhnt und in der damaligen Diktion „beschrieben“. Im Juni 1939 wurde er allerdings wieder nach Wien gebracht, wo er in einem Strafverfahren im Frühjahr 1940 zu 18 Monaten Kerker verurteilt wurde. Obwohl er schon eine Einreisegenehmigung nach Schweden hatte, wurde ihm die Ausreise verwehrt. Seine Hoffnungen, doch noch in die USA auswandern zu können, erfüllten sich dadurch nicht. Die letzten Monate verbrachte er schwer krank im Wiener Rothschild-Spital. Sein erster Selbstmordversuch schlug fehl. Dort nahm er sich im Juni 1942 dann das Leben, um der bevorstehenden Deportation in ein Vernichtungslager zu entgehen.
In seinem Abschiedsbrief an seine Gattin Ida schrieb er am 12. Juni 1942 um 21 Uhr unter anderem:
Liebe arme Ida!
Da eine neuerliche Kontrolle meinen Gesundheitszustand scheinbar für günstig ansieht, betrachte ich mein Schicksal für besiegelt. Ich habe nicht viel Zeit zu verlieren und muß Abschied nehmen von der Welt, von Allen die mir theuer sind – von dir.
Er wurde am 23. Juni am Wiener Zentralfriedhof IV. Tor begraben (Gruppe 9a, Reihe 2, Nr. 15).

## Zitat

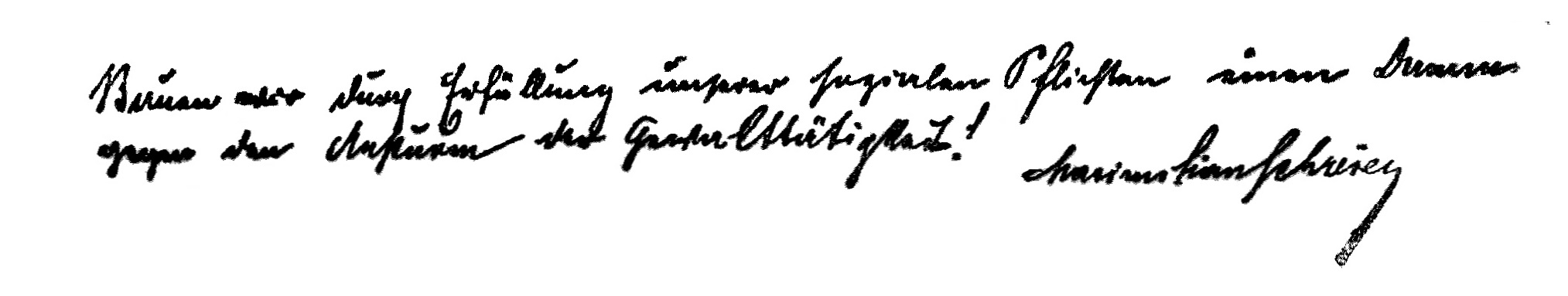

„Bauen wir durch die Erfüllung unserer sozialen Pflichten einen Damm gegen den Ansturm der Gewalttätigkeit!“